# سلمى خاتون
سلمى خاتون (1 أكتوبر 1990 بخولنا في بنغلاديش - ) (بالبنغالية: সালমা খাতুন) هي لاعبة كريكت بنغلاديشية. شاركت في دورة الألعاب الآسيوية 2010. وشاركت مع منتخب بنغلادش الوطني للكريكت.

## وصلات خارجية
- سلمى خاتون على موقع إي آس بي آن كريك إنفو (الإنجليزية)